# Hesja Nadreńska

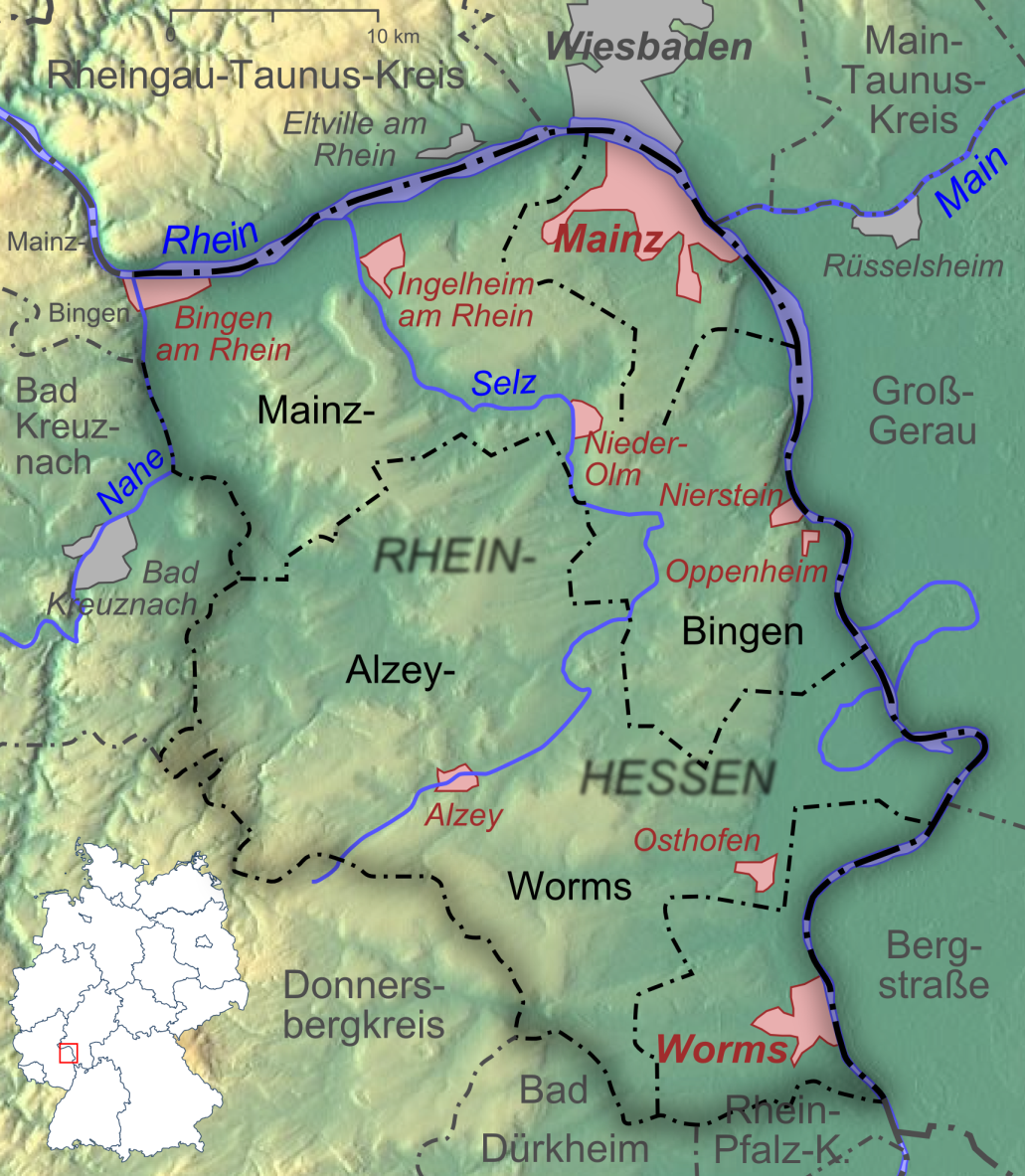
Mapa Hesji Nadreńskiej

Hesja Nadreńska (niem. Rheinhessen) – region Niemiec położony na lewym brzegu Renu, w granicach obecnego landu Nadrenia-Palatynat.
W latach 1919–1945 była częścią Ludowej Republiki Hesji.
Hesja Nadreńska jest także największym regionem winiarskim w Niemczech, o powierzchni upraw wynoszącej 26 758 ha (2018). Pochodzą z niej tzw. wina reńskie. Przeważają (2018) wina białe (71%) nad czerwonymi (29%), a najpopularniejszymi odmianami są riesling (4738 ha), müller-thurgau (4187 ha), dornfelder (3374 ha), silvaner (2162 ha) i grauburgunder (pinot gris, 1835 ha).